# 心のしとねは何処
「心のしとねは何処」 （こころのしとねはいずこ　Scared） は、1974年に発表されたジョン・レノンの個人名義第4弾アルバム『心の壁、愛の橋』に収録された曲である。

## 解説
アナログレコードではA面の最終曲となっている。原題のScared（＝スケアード）は直訳すると「こわい」「恐れ」となるがそれではつまらないという日本での発売元の東芝EMI（現 EMIミュージック・ジャパン）の判断からか上記の邦題がつけられたという。曲の内容は原題の通りで、恐れ、ジョンが諸々の事項に恐れを抱き「こわい、こわいよ、こわいんだ。」と繰り返す詞が書き連ねられている。過去に払った代償を恐れ、不安だからと音楽に合わせてダンスを踊ってごまかし、憎しみと嫉妬を恐れて愛と平和を高らかに歌って生の自分から背ける。そして最終的には「疲れた。転がる石みたいに。」とつぶやいて終わる。
この曲と収録されたアルバムが制作された頃はちょうど「失われた週末」と称されるジョンとオノ・ヨーコの別居期間にあたっていたためジョンの精神状態は不安定であった。この曲はこの時期のジョンの精神を吐露した作品といえる。
また、この曲の冒頭では狼の遠吠えがフィーチャーされている。